# Sennori
Sennori é uma comuna italiana da região da Sardenha, província de Sassari, com cerca de 7.100 habitantes. Estende-se por uma área de 31 km², tendo uma densidade populacional de 225 hab/km². Faz fronteira com Osilo, Sassari, Sorso, Tergu.

## Demografia
| Variação demográfica do município entre 1861 e 2011                               |
|                                                                                   |
| Fonte: Istituto Nazionale di Statistica (ISTAT) - Elaboração gráfica da Wikipedia |